# 1923년 전국체육대회 정구

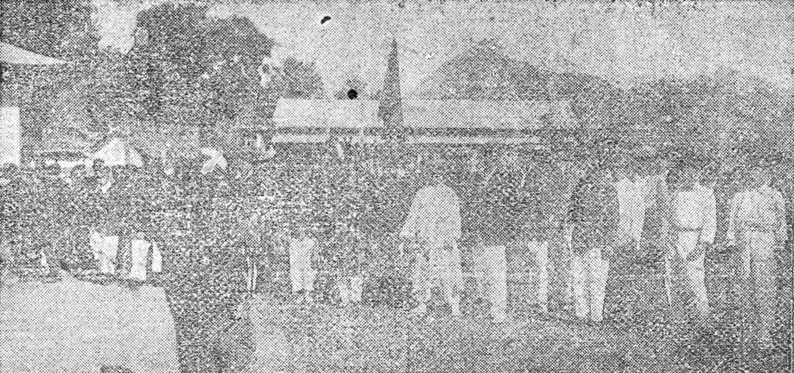
대회 개막식

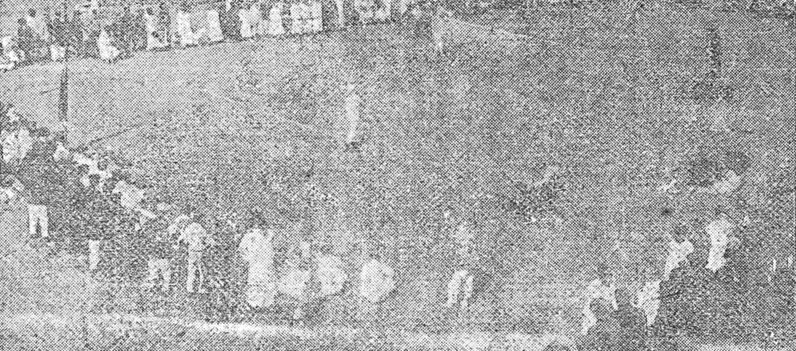
대회 1일차

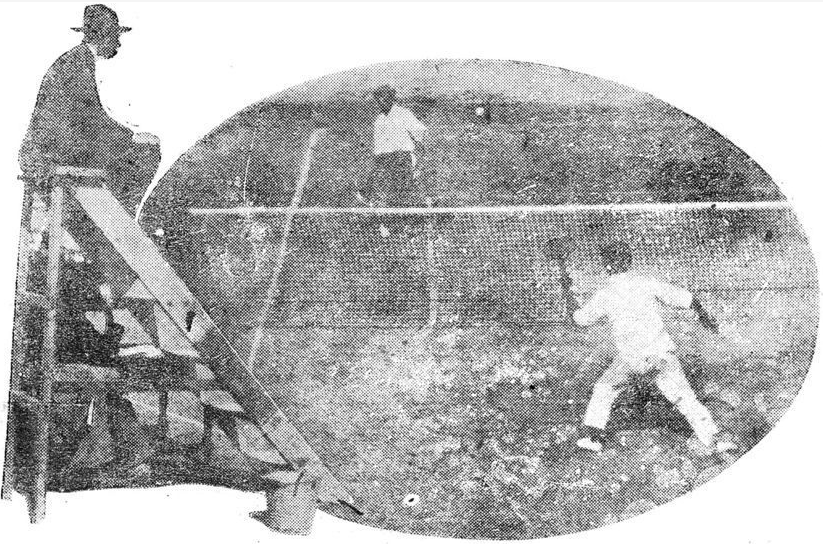
결승 경기

1923년 전국체유대회 정구는 일제강점기 조선 경기도 경성부에서 개최된 1923년 전국체육대회의 경기 종목이다. '제3회 전조선정구대회'로 개최되었으며 1923년 10월 15일부터 10월 17일까지 휘문고등보통학교 운동장에서 개최되었다.

## 대회 진행
제3회 전조선정구대회는 1923년 10월 15일부터 10월 17일까지 휘문고등보통학교 운동장에서 개최되었다. 이 대회부터 소학부 종목이 신설되었다. 소학부 종목에는 개성 사립 제1송도, 개성 사립 제2송도, 보성초등학교, 신천공립보통학교, 인천공립보통학교, 진남포제1공립보통학교 등 6개 선수단이 참가했고, 중학부 종목에는 광성학교, 배재고등보통학교, 송도고등보통학교, 양정고등보통학교, 평양광성학교, 휘문고등보통학교 등 6개 선수단이 참가하였으며, 청년부 종목에는 개성청년회, 금강정구단, 법학전문, 보성전문, 순천지방청년회, 연희전문, 원산청년회, 전휘문, 평양숭실전문, 함흥체육회, 휘문강습 등 11개 선수단이 참가했다. 소학부 종목 결승에서 선천공립보통학교가 보성초등학교를 이기며 우승을 차지했고, 중학부 종목에서는 휘문고등보통학교가 양정고등보통학교를 결승에서 이기며 우승을 차지했고, 청년부 종목에서는 금강구락부가 우승을 차지하며 3회 연속 우승을 달성했다.

## 경기장
| 경기장                  | 도시 | 좌석 | 수용 | 부문   | 세부 종목 | 비고 |
| ----------------------- | ---- | ---- | ---- | ------ | --------- | ---- |
| 휘문고등보통학교 운동장 | 경성 |      |      | 전부문 | 전종목    |      |

## 정구단
| 부문        | 정구단                               | 도시   | 첫 참가 | 횟수 | 선수                                           | 비고 |
| ----------- | ------------------------------------ | ------ | ------- | ---- | ---------------------------------------------- | ---- |
| 청년부 남자 | 개성남부엡웟청년회 정구단 (경기)     | 개성   | 1921    | 2    | 김명환, 김흥길, 박홍근, 원제양, 유개동, 전흥순 |      |
| 청년부 남자 | 경성법학전문학교 정구단 (경기)       | 경성   | 1921    | 3    | 강선형, 김영환, 박두호, 유정희, 이종철, 장상유 |      |
| 청년부 남자 | 금강구락부 정구단 (경기)             | 경성   | 1921    | 3    | 구종태, 김원태, 안정원, 연학년, 정규창, 황명원 |      |
| 청년부 남자 | 보성전문학교 정구단 (경기)           | 경성   | 1923    | 1    | 김천수, 박상근, 박성희, 송준도, 오병근, 최신용 |      |
| 청년부 남자 | 순천지방청년회 정구단 (전남)         | 순천   | 1923    | 1    | 김량직, 김상기, 임철호, 정종호, 채갑묵, 하동숙 |      |
| 청년부 남자 | 숭실대학 정구단 (평남)               | 평양   | 1923    | 1    | 강영환, 김유성, 김희태, 이윤섭, 이인선, 정동익 |      |
| 청년부 남자 | 연희전문학교 정구단 (경기)           | 경성   | 1923    | 1    | 김익중, 오세창, 우상현, 임봉춘, 장기원, 최경식 |      |
| 청년부 남자 | 원산청년회 정구단 (함남)             | 원산   | 1921    | 2    | 김양봉, 김인수, 임보균, 최광래, 최영제, 한맹석 |      |
| 청년부 남자 | 전휘문 정구단 (경기)                 | 경성   | 1923    | 1    | 고희서, 김원량, 김필응, 양승택, 이경구, 이하영 |      |
| 청년부 남자 | 함흥체육회 정구단 (함남)             | 함흥   | 1923    | 1    | 김수복, 이동윤, 이택용, 최석일, 한태환, 황동익 |      |
| 청년부 남자 | 휘문강습 정구단 (경기)               | 경성   | 1923    | 1    | 기성섭, 손준범, 송영철, 신철균, 장순남, 최문기 |      |
|             |                                      |        |         |      |                                                |      |
| 중학부 남자 | 광성고등보통학교 정구단 (평남)       | 평양   | 1923    | 1    | 김석희, 송선호, 옥영빈, 우호근, 이관용, 이성배 |      |
| 중학부 남자 | 동광학교 정구단 (경기)               | 경성   | 1923    | 1    | 박을환, 손효신, 유진훈, 정기복, 조세신, 황정수 |      |
| 중학부 남자 | 배재고등보통학교 정구단 (경기)       | 경성   | 1923    | 1    | 김예현, 김용한, 박인국, 이신용, 장덕진, 장용남 |      |
| 중학부 남자 | 송도고등보통학교 정구단 (경기)       | 개성   | 1921    | 3    | 방계환, 유은상, 이련업, 이우번, 이홍종, 한진영 |      |
| 중학부 남자 | 양정고등보통학교 정구단 (경기)       | 경성   | 1921    | 3    | 김광소, 김백운, 김연창, 심윤중, 유재희, 이동근 |      |
| 중학부 남자 | 휘문고등보통학교 정구단 (경기)       | 경성   | 1921    | 3    | 김안식, 남궁호, 손흥원, 이홍정, 장원진, 조택원 |      |
|             |                                      |        |         |      |                                                |      |
| 소학부 남자 | 보성초등학교 정구단 (경기)           | 경성   | 1923    | 1    | 송영의, 신달식, 이교필, 이다복, 전창기, 조덕선 |      |
| 소학부 남자 | 선천공립보통학교 정구단 (평북)       | 선천   | 1923    | 1    | 김진국, 문창렬, 이윤성, 정인진, 정창환, 최도흥 |      |
| 소학부 남자 | 송도제이보통학교 정구단 (경기)       | 개성   | 1923    | 1    | 김광덕, 동명순, 오광식, 우상훈, 임준성, 최진용 |      |
| 소학부 남자 | 송도제일보통학교 정구단 (경기)       | 개성   | 1923    | 1    | 김덕중, 김백년, 심종국, 음두영, 임무경, 허용국 |      |
| 소학부 남자 | 인현공립보통학교 정구단 (경기)       | 경성   | 1923    | 1    | 김상용, 손윤산, 윤이봉, 이광우, 이종탁, 정문택 |      |
| 소학부 남자 | 진남포제일공립보통학교 정구단 (평남) | 진남포 | 1923    | 1    | 김제보, 배선덕, 배선칠, 신을용, 이시영, 이종일 |      |

## 경기 일정
| 1923년    | 1923년    | 10월 | 10월 | 10월 |
| 1923년    | 1923년    | 15일 | 16일 | 17일 |
| --------- | --------- | ---- | ---- | ---- |
| 청년부    | 남자 단체 |      |      |      |
| 중학부    | 남자 단체 |      |      |      |
| 소학부    | 남자 단체 |      |      |      |
| 일일 합계 | 일일 합계 | 0    | 0    | 3    |
| 누적 합계 | 누적 합계 | 0    | 0    | 3    |

## 경기 결과

### 청년부
|  | 1라운드                          | 1라운드                        |                                |   | 8강 | 8강 |  |  | 준결승 | 준결승 |  |  | 결승 | 결승 |
|  |                                  |                                |                                |   |     |     |  |  |        |        |  |  |      |      |
|  |                                  |                                |                                |   |     |     |  |  |        |        |  |  |      |      |
|  |                                  |                                |                                |   |     |     |  |  |        |        |  |  |      |      |
|  |                                  |                                |                                |   |     |     |  |  |        |        |  |  |      |      |
|  | 10월 16일 - 경성                 |                                |                                |   |     |     |  |  |        |        |  |  |      |      |
|  |                                  |                                |                                |   |     |     |  |  |        |        |  |  |      |      |
|  | 함흥체육회 정구단 (함남)         | 3                              |                                |   |     |     |  |  |        |        |  |  |      |      |
|  | 함흥체육회 정구단 (함남)         | 3                              | 10월 16일 - 경성               |   |     |     |  |  |        |        |  |  |      |      |
|  |                                  |                                | 휘문강습 정구단 (경기)         | 1 |     |     |  |  |        |        |  |  |      |      |
|  | 연희전문학교 정구단 (경기)       | 2                              | 휘문강습 정구단 (경기)         | 1 |     |     |  |  |        |        |  |  |      |      |
|  | 연희전문학교 정구단 (경기)       | 2                              | 10월 17일 - 경성               |   |     |     |  |  |        |        |  |  |      |      |
|  | 휘문강습 정구단 (경기)           | 3                              |                                |   |     |     |  |  |        |        |  |  |      |      |
|  | 휘문강습 정구단 (경기)           | 3                              | 함흥체육회 정구단 (함남)       | 1 |     |     |  |  |        |        |  |  |      |      |
|  | 10월 16일 - 경성                 |                                | 함흥체육회 정구단 (함남)       | 1 |     |     |  |  |        |        |  |  |      |      |
|  |                                  | 금강구락부 정구단 (경기)       | 3                              |   |     |     |  |  |        |        |  |  |      |      |
|  | 보성전문학교 정구단 (경기)       | 금강구락부 정구단 (경기)       | 3                              | 0 |     |     |  |  |        |        |  |  |      |      |
|  | 보성전문학교 정구단 (경기)       | 10월 16일 - 경성               |                                | 0 |     |     |  |  |        |        |  |  |      |      |
|  | 금강구락부 정구단 (경기)         | 3                              |                                |   |     |     |  |  |        |        |  |  |      |      |
|  | 금강구락부 정구단 (경기)         | 3                              | 금강구락부 정구단 (경기)       | 3 |     |     |  |  |        |        |  |  |      |      |
|  |                                  |                                | 금강구락부 정구단 (경기)       | 3 |     |     |  |  |        |        |  |  |      |      |
|  |                                  |                                | 순천지방청년회 정구단 (전남)   | 0 |     |     |  |  |        |        |  |  |      |      |
|  |                                  |                                | 순천지방청년회 정구단 (전남)   | 0 |     |     |  |  |        |        |  |  |      |      |
|  |                                  |                                | 10월 17일 - 경성               |   |     |     |  |  |        |        |  |  |      |      |
|  |                                  |                                |                                |   |     |     |  |  |        |        |  |  |      |      |
|  | 금강구락부 정구단 (경기)         | 3                              |                                |   |     |     |  |  |        |        |  |  |      |      |
|  | 금강구락부 정구단 (경기)         | 3                              | 10월 16일 - 경성               |   |     |     |  |  |        |        |  |  |      |      |
|  |                                  | 경성법학전문학교 정구단 (경기) | 1                              |   |     |     |  |  |        |        |  |  |      |      |
|  | 개성남부엡웟청년회 정구단 (경기) | 경성법학전문학교 정구단 (경기) | 1                              | 2 |     |     |  |  |        |        |  |  |      |      |
|  | 개성남부엡웟청년회 정구단 (경기) | 10월 16일 - 경성               |                                | 2 |     |     |  |  |        |        |  |  |      |      |
|  | 원산청년회 정구단 (함남)         | 3                              |                                |   |     |     |  |  |        |        |  |  |      |      |
|  | 원산청년회 정구단 (함남)         | 3                              | 원산청년회 정구단 (함남)       | 0 |     |     |  |  |        |        |  |  |      |      |
|  |                                  |                                | 원산청년회 정구단 (함남)       | 0 |     |     |  |  |        |        |  |  |      |      |
|  |                                  |                                | 전휘문 정구단 (경기)           | 3 |     |     |  |  |        |        |  |  |      |      |
|  |                                  |                                | 전휘문 정구단 (경기)           | 3 |     |     |  |  |        |        |  |  |      |      |
|  |                                  |                                | 10월 17일 - 경성               |   |     |     |  |  |        |        |  |  |      |      |
|  |                                  |                                |                                |   |     |     |  |  |        |        |  |  |      |      |
|  | 전휘문 정구단 (경기)             | 2                              |                                |   |     |     |  |  |        |        |  |  |      |      |
|  | 전휘문 정구단 (경기)             | 2                              |                                |   |     |     |  |  |        |        |  |  |      |      |
|  |                                  | 경성법학전문학교 정구단 (경기) | 3                              |   |     |     |  |  |        |        |  |  |      |      |
|  |                                  | 경성법학전문학교 정구단 (경기) | 3                              |   |     |     |  |  |        |        |  |  |      |      |
|  | 10월 17일 - 경성                 |                                |                                |   |     |     |  |  |        |        |  |  |      |      |
|  |                                  |                                |                                |   |     |     |  |  |        |        |  |  |      |      |
|  | 숭실대학 정구단 (평남)           | 1                              |                                |   |     |     |  |  |        |        |  |  |      |      |
|  | 숭실대학 정구단 (평남)           | 1                              |                                |   |     |     |  |  |        |        |  |  |      |      |
|  |                                  |                                | 경성법학전문학교 정구단 (경기) | 3 |     |     |  |  |        |        |  |  |      |      |
|  |                                  |                                | 경성법학전문학교 정구단 (경기) | 3 |     |     |  |  |        |        |  |  |      |      |
|  |                                  |                                |                                |   |     |     |  |  |        |        |  |  |      |      |
|  |                                  |                                |                                |   |     |     |  |  |        |        |  |  |      |      |
|  |                                  |                                |                                |   |     |     |  |  |        |        |  |  |      |      |

청년부 남자 단체 종목에서는 개성남부엡웟청년회 정구단, 경성법학전문학교 정구단, 금강구락부 정구단, 보성전문학교 정구단, 순천지방청년회 정구단, 숭실대학 정구단, 연희전문학교 정구단, 원산청년회 정구단, 전휘문 정구단, 함흥체육회 정구단, 휘문강습 정구단 등 11개 정구단이 참가했다.
1923년 10월 16일 중학부 남자 단체 준결승 경기가 종료된 후, 청년부 남자 단체 종목 경기가 시작되었다. 연희전문학교 정구단과 휘문강습 정구단 간의 1라운드 첫 번째 경기는 휘문강습 정구단이 3:2로 이기며 8강에 진출했고, 12시 30분부터 시작된 보성전문학교 정구단과 금강구락부 정구단 간의 1라운드 두 번째 경기는 금강구락부 정구단이 3:0으로 이기며 8강에 진출했다. 같은 날 14시 20분부터 시작된 개성남부엡웟청년회 정구단과 원산청년회 정구단 간의 1라운드 세 번째 경기는 원산청년회 정구단이 3:2로 이기며 8강에 진출했다.
1923년 10월 16일 15시 30분에 시작된 함흥체육회 정구단과 휘문강습 정구단 간의 8강 첫 번째 경기는 함흥체육회 정구단이 3:1로 이기며 준결승에 진출했고, 원산청년회 정구단과 전휘문 정구단 간의 8강 두 번째 경기는 전휘문 정구단이 3:0으로 이기며 준결승에 진출했다. 이어서 진해된 금강구락부 정구단과 순천지방청년회 정구단 간의 8강 세 번째 경기는 금강구락부 정구단이 3:0으로 이기며 준결승에 진출했다. 1923년 10월 17일 9시에 시작된 숭실대학 정구단과 경성법학전문학교 정구단 간의 8강 네 번째 경기는 경성법학전문학교 정구단이 3:1로 이기며 준결승에 진출했다.
8강 경기가 종료된 후 준결승 대진 추첨을 진행 한 뒤 10시 30분에 시작된 함흥체육회 정구단과 금강구락부 정구단 간의 준결승 첫 번째 경기는 금강구락부 정구단이 3:1로 이기며 결승에 진출했고, 전휘문 정구단과 경성법학전문학교 정구단 간의 준결승 두 번째 경기는 경성법학전문학교 정구단이 3:2로 이기며 결승에 진출했다.
1923년 10월 17일 15시 30분부터 16시 30분까지 진행된 금강구락부 정구단과 경성법학전문학교 정구단 간의 결승 경기는 금강구락부 정구단이 3:1로 이기며 3회 연속 우승을 달성하여 우승기를 영구히 소유하게 되었다.

### 중학부
|  | 1라운드                        | 1라운드                        |                                |   | 준결승 | 준결승 |  |  | 결승 | 결승 |
|  |                                |                                |                                |   |        |        |  |  |      |      |
|  |                                |                                |                                |   |        |        |  |  |      |      |
|  |                                |                                |                                |   |        |        |  |  |      |      |
|  |                                |                                |                                |   |        |        |  |  |      |      |
|  | 10월 16일 - 경성               |                                |                                |   |        |        |  |  |      |      |
|  |                                |                                |                                |   |        |        |  |  |      |      |
|  | 송도고등보통학교 정구단 (경기) | 0                              |                                |   |        |        |  |  |      |      |
|  | 송도고등보통학교 정구단 (경기) | 0                              | 10월 15일 - 경성               |   |        |        |  |  |      |      |
|  |                                |                                | 휘문고등보통학교 정구단 (경기) | 3 |        |        |  |  |      |      |
|  | 휘문고등보통학교 정구단 (경기) | 3                              | 휘문고등보통학교 정구단 (경기) | 3 |        |        |  |  |      |      |
|  | 휘문고등보통학교 정구단 (경기) | 3                              | 10월 17일 - 경성               |   |        |        |  |  |      |      |
|  | 배재고등보통학교 정구단 (경기) | 0                              |                                |   |        |        |  |  |      |      |
|  | 배재고등보통학교 정구단 (경기) | 0                              | 휘문고등보통학교 정구단 (경기) | 3 |        |        |  |  |      |      |
|  |                                |                                | 휘문고등보통학교 정구단 (경기) | 3 |        |        |  |  |      |      |
|  |                                | 양정고등보통학교 정구단 (경기) | 0                              |   |        |        |  |  |      |      |
|  |                                | 양정고등보통학교 정구단 (경기) | 0                              |   |        |        |  |  |      |      |
|  | 10월 16일 - 경성               |                                |                                |   |        |        |  |  |      |      |
|  |                                |                                |                                |   |        |        |  |  |      |      |
|  | 광성고등보통학교 정구단 (평남) | 2                              |                                |   |        |        |  |  |      |      |
|  | 광성고등보통학교 정구단 (평남) | 2                              | 10월 15일 - 경성               |   |        |        |  |  |      |      |
|  |                                |                                | 양정고등보통학교 정구단 (경기) | 3 |        |        |  |  |      |      |
|  | 동광학교 정구단 (경기)         | 1                              | 양정고등보통학교 정구단 (경기) | 3 |        |        |  |  |      |      |
|  | 동광학교 정구단 (경기)         | 1                              |                                |   |        |        |  |  |      |      |
|  | 양정고등보통학교 정구단 (경기) | 3                              |                                |   |        |        |  |  |      |      |
|  | 양정고등보통학교 정구단 (경기) | 3                              |                                |   |        |        |  |  |      |      |

중학부 남자 단체 종목에서는 광성고등보통학교 정구단, 동광학교 정구단, 배재고등보통학교 정구단, 송도고등보통학교 정구단, 양정고등보통학교 정구단, 휘문고등보통학교 정구단 등 6개 정구단이 참가했다.
1923년 10월 15일 소학부 남자 단체 준결승 경기가 종료된 후, 15시 30분부터 중학부 남자 단체 종목 1라운드 경기가 시작되었다. 휘문고등보통학교 정구단과 배재고등보통학교 정구단 간의 1라운드 첫 번째 경기는 휘문고등보통학교 정구단이 3:0으로 이기며 준결승에 진출했고, 16시 40분에 시작된 동광학교 정구단과 양정고등보통학교 정구단 간의 1라운드 두 번째 경기는 양정고등보통학교 정구단이 3:1로 이기며 준결승에 진출했다.
1923년 10월 16일 9시에 시작된 송도고등보통학교 정구단과 휘문고등보통학교 정구단 간의 준결승 첫 번째 경기는 휘문고등보통학교 정구단이 3:0으로 이기며 결승에 진출했고, 같은 날 10시 20분에 시작된 광성고등보통학교 정구단과 양정고등보통학교 정구단 간의 준결승 두 번째 경기는 양정고등보통학교 정구단이 3:2로 이기며 결승에 진출했다.
1923년 10월 17일 14시 20분에 시작된 휘문고등보통학교 정구단과 양정고등보통학교 정구단 간의 결승 경기는 휘문고등보통학교 정구단이 3:0으로 이기며 우승을 차지했다.

### 소학부
|  | 1라운드                              | 1라운드                        |                                      |   | 준결승 | 준결승 |  |  | 결승 | 결승 |
|  |                                      |                                |                                      |   |        |        |  |  |      |      |
|  | 10월 15일 - 경성                     |                                |                                      |   |        |        |  |  |      |      |
|  |                                      |                                |                                      |   |        |        |  |  |      |      |
|  | 송도제일보통학교 정구단 (경기)       | 1                              |                                      |   |        |        |  |  |      |      |
|  | 송도제일보통학교 정구단 (경기)       | 1                              | 10월 15일 - 경성                     |   |        |        |  |  |      |      |
|  | 진남포제일공립보통학교 정구단 (평남) | 3                              |                                      |   |        |        |  |  |      |      |
|  | 진남포제일공립보통학교 정구단 (평남) | 3                              | 진남포제일공립보통학교 정구단 (평남) | 2 |        |        |  |  |      |      |
|  | 10월 15일 - 경성                     |                                | 진남포제일공립보통학교 정구단 (평남) | 2 |        |        |  |  |      |      |
|  |                                      | 선천공립보통학교 정구단 (평북) | 3                                    |   |        |        |  |  |      |      |
|  | 선천공립보통학교 정구단 (평북)       | 선천공립보통학교 정구단 (평북) | 3                                    | 3 |        |        |  |  |      |      |
|  | 선천공립보통학교 정구단 (평북)       |                                | 10월 17일 - 경성                     | 3 |        |        |  |  |      |      |
|  | 송도제이보통학교 정구단 (경기)       | 1                              |                                      |   |        |        |  |  |      |      |
|  | 송도제이보통학교 정구단 (경기)       | 1                              | 선천공립보통학교 정구단 (평북)       | 3 |        |        |  |  |      |      |
|  |                                      |                                | 선천공립보통학교 정구단 (평북)       | 3 |        |        |  |  |      |      |
|  |                                      | 보성초등학교 정구단 (경기)     | 0                                    |   |        |        |  |  |      |      |
|  |                                      | 보성초등학교 정구단 (경기)     | 0                                    |   |        |        |  |  |      |      |
|  | 10월 15일 - 경성                     |                                |                                      |   |        |        |  |  |      |      |
|  |                                      |                                |                                      |   |        |        |  |  |      |      |
|  | 인현공립보통학교 정구단 (경기)       | 0                              |                                      |   |        |        |  |  |      |      |
|  | 인현공립보통학교 정구단 (경기)       | 0                              |                                      |   |        |        |  |  |      |      |
|  |                                      |                                | 보성초등학교 정구단 (경기)           | 3 |        |        |  |  |      |      |
|  |                                      |                                | 보성초등학교 정구단 (경기)           | 3 |        |        |  |  |      |      |
|  |                                      |                                |                                      |   |        |        |  |  |      |      |
|  |                                      |                                |                                      |   |        |        |  |  |      |      |
|  |                                      |                                |                                      |   |        |        |  |  |      |      |

소학부 남자 단체 종목에서는 보성초등학교 정구단, 선천공립보통학교 정구단, 송도제이보통학교 정구단, 송도제일보통학교 정구단, 인현공립보통학교 정구단, 진남포제일공립보통학교 정구단 등 6개 정구단이 참가했다.
1923년 10월 15일 10시 30분에 시작된 송도제일보통학교 정구단과 진남포제일공립보통학교 정구단 간의 1라운드 첫 번째 경기는 진남포제일공립보통학교 정구단이 3:1로 이기며 준결승에 진출했고, 같은 날 12시 10분에 시작된 선천공립보통학교 정구단과 송도제이보통학교 정구단 간의 1라운드 두 번째 경기는 선천공립보통학교 정구단이 3:1로 이기며 준결승에 진출했다.
1923년 10월 15일 13시 10분에 시작된 인현공립보통학교 정구단과 보성초등학교 정구단 간의 준결승 첫 번째 경기는 보성초등학교 정구단이 3:0으로 이기며 결승에 진출했고, 같은 날 14시에 시작된 진남포제일공립보통학교 정구단과 선천공립보통학교 정구단 간의 준결승 두 번째 경기는 선천공립보통학교 정구단이 3:2로 이기며 결승에 진출했다.
1923년 10월 17일 13시에 시작된 선천공립보통학교 정구단과 보성초등학교 정구단 간의 결승 경기는 선천공립보통학교 정구단이 3:0으로 이기며 소학부 남자 단체 종목 초대 우승을 차지했다.

## 메달 집계

### 최종 순위
| 순위 | 선수단   | 금메달 | 은메달 | 동메달 | 메달 합계 |
| ---- | -------- | ------ | ------ | ------ | --------- |
| 1    | 경기도   | 2      | 3      | 3      | 8         |
| 2    | 평안북도 | 1      | 0      | 0      | 1         |
| 3    | 평안남도 | 0      | 0      | 2      | 2         |
| 4    | 함경남도 | 0      | 0      | 1      | 1         |
| 5    | 전라남도 | 0      | 0      | 0      | 0         |
| 합계 | 합계     | 3      | 3      | 6      | 12        |

### 쳥넌부 메달 집계
| 순위 | 선수단   | 금메달 | 은메달 | 동메달 | 메달 합계 |   |
| ---- | -------- | ------ | ------ | ------ | --------- | - |
| 1    | 경기도   | 1      | 1      | 1      | 3         |   |
| 2    | 함경남도 | 0      | 0      | 1      | 1         |   |
| 3    | 전라남도 | 0      | 0      | 0      | 0         |   |
| 3    | 평안남도 | 0      | 0      | 0      | 0         |   |
| 3    | 합계     | 합계   | 1      | 1      | 2         | 4 |

### 중학부 메달 집계
| 순위 | 선수단   | 금메달 | 은메달 | 동메달 | 메달 합계 |
| ---- | -------- | ------ | ------ | ------ | --------- |
| 1    | 경기도   | 1      | 1      | 1      | 3         |
| 2    | 평안남도 | 0      | 0      | 1      | 1         |
| 합계 | 합계     | 1      | 1      | 2      | 4         |

### 소학부 메달 집계
| 순위 | 선수단   | 금메달 | 은메달 | 동메달 | 메달 합계 |
| ---- | -------- | ------ | ------ | ------ | --------- |
| 1    | 평안북도 | 1      | 0      | 0      | 1         |
| 2    | 경기도   | 0      | 1      | 1      | 2         |
| 3    | 평안남도 | 0      | 0      | 1      | 1         |
| 합계 | 합계     | 1      | 1      | 2      | 4         |

### 메달 수상자
| 종목             | 금                                                                                   | 은                                                                                   | 동                                                                                         |
| ---------------- | ------------------------------------------------------------------------------------ | ------------------------------------------------------------------------------------ | ------------------------------------------------------------------------------------------ |
| 청년부 남자 단체 | 금강구락부 정구단 (경기) · 구종태 · 김원태 · 안정원 · 연학년 · 정규창 · 황명원       | 경성법학전문학교 정구단 (경기) · 강선형 · 김영환 · 박두호 · 유정희 · 이종철 · 장상유 | 전휘문 정구단 (경기) · 고희서 · 김원량 · 김필응 · 양승택 · 이경구 · 이하영                 |
| 청년부 남자 단체 | 금강구락부 정구단 (경기) · 구종태 · 김원태 · 안정원 · 연학년 · 정규창 · 황명원       | 경성법학전문학교 정구단 (경기) · 강선형 · 김영환 · 박두호 · 유정희 · 이종철 · 장상유 | 함흥체육회 정구단 (함남) · 김수복 · 이동윤 · 이택용 · 최석일 · 한태환 · 황동익             |
|                  |                                                                                      |                                                                                      |                                                                                            |
| 중학부 남자 단체 | 휘문고등보통학교 정구단 (경기) · 김안식 · 남궁호 · 손흥원 · 이홍정 · 장원진 · 조택원 | 양정고등보통학교 정구단 (경기) · 김광소 · 김백운 · 김연창 · 심윤중 · 유재희 · 이동근 | 광성고등보통학교 정구단 (평남) · 김석희 · 송선호 · 옥영빈 · 우호근 · 이관용 · 이성배       |
| 중학부 남자 단체 | 휘문고등보통학교 정구단 (경기) · 김안식 · 남궁호 · 손흥원 · 이홍정 · 장원진 · 조택원 | 양정고등보통학교 정구단 (경기) · 김광소 · 김백운 · 김연창 · 심윤중 · 유재희 · 이동근 | 송도고등보통학교 정구단 (경기) · 방계환 · 유은상 · 이련업 · 이우번 · 이홍종 · 한진영       |
|                  |                                                                                      |                                                                                      |                                                                                            |
| 소학부 남자 단체 | 선천공립보통학교 정구단 (평북) · 김진국 · 문창렬 · 이윤성 · 정인진 · 정창환 · 최도흥 | 보성초등학교 정구단 (경기) · 송영의 · 신달식 · 이교필 · 이다복 · 전창기 · 조덕선     | 인현공립보통학교 정구단 (경기) · 김상용 · 손윤산 · 윤이봉 · 이광우 · 이종탁 · 정문택       |
| 소학부 남자 단체 | 선천공립보통학교 정구단 (평북) · 김진국 · 문창렬 · 이윤성 · 정인진 · 정창환 · 최도흥 | 보성초등학교 정구단 (경기) · 송영의 · 신달식 · 이교필 · 이다복 · 전창기 · 조덕선     | 진남포제일공립보통학교 정구단 (평남) · 김제보 · 배선덕 · 배선칠 · 신을용 · 이시영 · 이종일 |

## 참고 문헌
- “대한체육회 국내종합경기대회”. 대한체육회.
- “제4회 전국체육대회”. 대한체육회.
- “제4회 전국체육대회 정구 경기 결과”. 대한체육회.
- “제4회 전국체육대회 정구 청년부 경기 결과”. 대한체육회.
- “제4회 전국체육대회 정구 청년부 남자 단체 경기 결과”. 대한체육회.
- “제4회 전국체육대회 정구 중학부 경기 결과”. 대한체육회.
- “제4회 전국체육대회 정구 중학부 남자 단체 경기 결과”. 대한체육회.
- “제4회 전국체육대회 정구 소학부 경기 결과”. 대한체육회.
- “제4회 전국체육대회 정구 소학부 남자 단체 경기 결과”. 대한체육회.
- 《대한체육회 50년》. 대한체육회. 1970. 2020년 11월 8일에 원본 문서에서 보존된 문서. 2022년 11월 5일에 확인함.
- 《대한체육회 70년사》. 대한체육회. 1990. 2020년 11월 8일에 원본 문서에서 보존된 문서. 2022년 11월 5일에 확인함.
- 《대한체육회 90년사》. 대한체육회. 2011. 2020년 11월 8일에 원본 문서에서 보존된 문서. 2022년 11월 5일에 확인함.
- 대한체육회 100주년 기념사업부 (2020). 《대한민국 체육 100년》. 대한체육회.
- “제4회 전국체육대회 정구 경기 결과”. 대한체육회.[깨진 링크(과거 내용 찾기)]
- “朝鮮體育會(조선체육회)의 第三回全鮮庭球(제삼회전선정구)”. 동아일보. 1923년 9월 26일.
- “第三回全朝鮮庭球大會(제삼회전조선정구대회)”. 동아일보. 1923년 9월 27일.
- “第三回全朝鮮庭球大會(제삼회전조선정구대회)”. 동아일보. 1923년 10월 2일.
- “第三回全朝鮮庭球大會(제삼회전조선정구대회)”. 동아일보. 1923년 10월 10일.
- “第三回全朝鮮庭球大會(제삼회전조선정구대회)”. 동아일보. 1923년 10월 11일.
- “第三回全朝鮮庭球大會(제삼회전조선정구대회)”. 동아일보. 1923년 10월 12일.
- “第三回(제삼회)로열니는 全朝鮮庭球大會(전조선정구대회)”. 동아일보. 1923년 10월 14일.
- “第三回全朝鮮庭球大會(제삼회전조선정구대회)”. 동아일보. 1923년 10월 15일.
- “庭球大會(정구대회) 朝鮮體育協會主催(조선체육협회주최)”. 조선일보. 1923년 10월 15일.
- “今日第三回全朝鮮庭球大會小學戰(금일제삼회전조선정구대회소학전)”. 동아일보. 1923년 10월 15일.
- “今日第三回全朝鮮庭球大會(금일제삼회전조선정구대회)”. 동아일보. 1923년 10월 16일.
- “今日第三回全朝鮮庭球大會决勝戰(금일제삼회전조선정구대회결승전)”. 동아일보. 1923년 10월 17일.
- “白𤍠(백𤍠)의决勝戰(결승전)”. 동아일보. 1923년 10월 18일.
- “靑年團(청년단)”. 동아일보. 1923년 10월 19일.
- “조선체육회의 제3회 전선(全鮮) 정구(庭球) (1923.09.26.)”. 근대뉴스. 2023년 9월 26일.
- “제3회 전조선 정구대회 (1923.09.27.)”. 근대뉴스. 2023년 9월 27일.
- “오늘 제3회 전조선 정구대회 소학전(小學戰) (1923.10.15.)”. 근대뉴스. 2023년 10월 15일.
- “오늘 제3회 전조선 정구대회 예선전 (1923.10.16.)”. 근대뉴스. 2023년 10월 16일.
- “제3회 전조선 정구대회 (1923.10.16.)”. 근대뉴스. 2023년 10월 16일.